# Marut

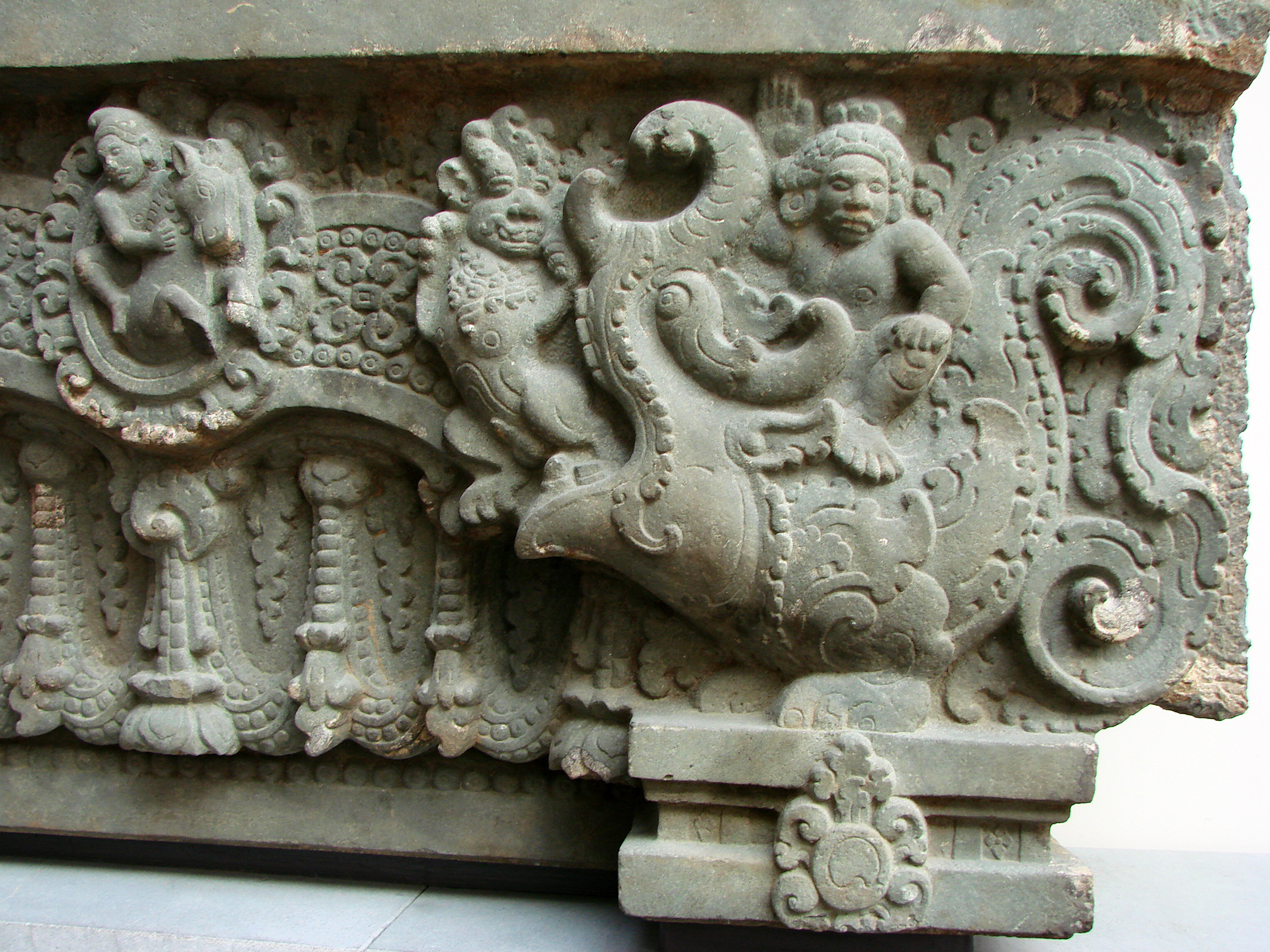
Detalle que muestra el borde del dintel y un Marut, dios de las tormentas y el viento.

En el hinduismo los Maruts son deidades de las tormentas e hijos de Rudra y Diti, y sirvientes de Indra.
- मरुत, en letra devánagari.
- marut, en el sistema IAST de transliteración.

Probablemente los ‘relampagueantes’ o los ‘brillantes’.
También se los conoce como los Marutgaṇa (el grupo de los Marut)
El número de Maruts varía entre 2 a 60 (3 veces 60, en el Rig vedá 8.96.8.
Son muy violentos y agresivos, descritos como armados con armas de oro (rayos y relámpagos), dientes de hierro y rugen como leones, residen en el norte, andan en carros de oro tirado por caballos rojizos, a veces llamados pṛiṣatīḥ.
En el Rig vedá se dice que Mātariśvan es el líder de los Marut.
En la mitología védica, los Maruts, una tropa de jóvenes guerreros, son los compañeros de Indra.
De acuerdo con el mitólogo comparativo Georges Dumézil, son cognados de los Einherjar y la mítica Cacería salvaje.
De acuerdo con el Rāmāiaṇa, la madre de los Maruts, Diti, se mantuvo embarazada durante cien años para tener un hijo que fuera más poderoso que Indra.
Indra lo evitó disparándole un relámpago y destruyendo el feto, dividiéndolo en un cierto número de poderosas deidades pero de menor poder que él.
En los Vedá dice que son hijos de Rudra y Pṛiśni o que son hijos de los cielos o hijos del océano.
En el comentario de Iāska al Naighaṇṭuka 5.5 se los cuenta entre los dioses de la esfera media.
En la literatura posterior dice que son hijos de Diti, su número 7 o 49 (7 veces 7).